# Мілано-Арена
«Мілано-Арена» (мак. Стадион Милано Арена) — багатофункціональний стадіон у місті Куманово, Північна Македонія, використовується переважно для проведення футбольних матчів. Домашня футбольна арена клубу «Мілано» (Куманово). Побудований у 1991 році, у 2003 та 2008 році реконструйований, вміщує 7000 глядачів. Відповідє більшості вимогам УЄФА.
Одна з футбольних арен, яка приймала Дівочий чемпіонат Європи U-19 2010 року. На «Мілано-Арена» було зіграно 3 матчі групового етапу, а також один з півфінальних поєдинків.